# Albertopolis

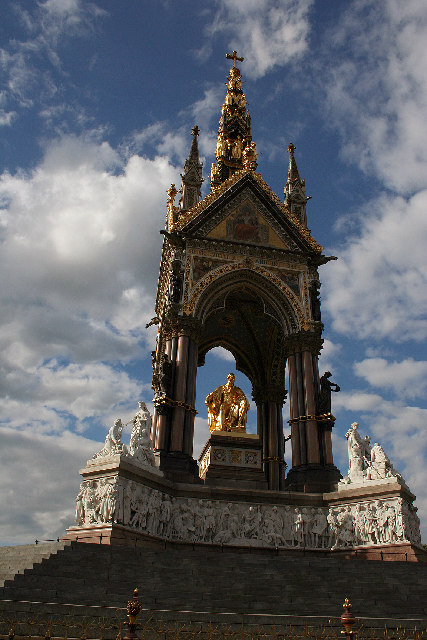
Albert Memorial, ubicado en los Jardines de Kensington, Londres

Albertopolis es el término utilizado para designar al grupo de sitios culturales y educativos ubicados en South Kensington, en el municipio de Kensington y Chelsea de Londres, Inglaterra, entre Cromwell Road y Kensington Gore. Se llama así por el príncipe Alberto, esposo de la reina Victoria.

## Historia

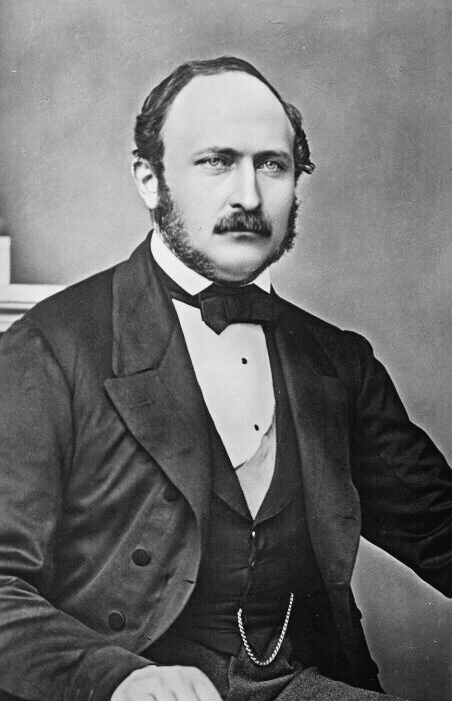
El príncipe Alberto

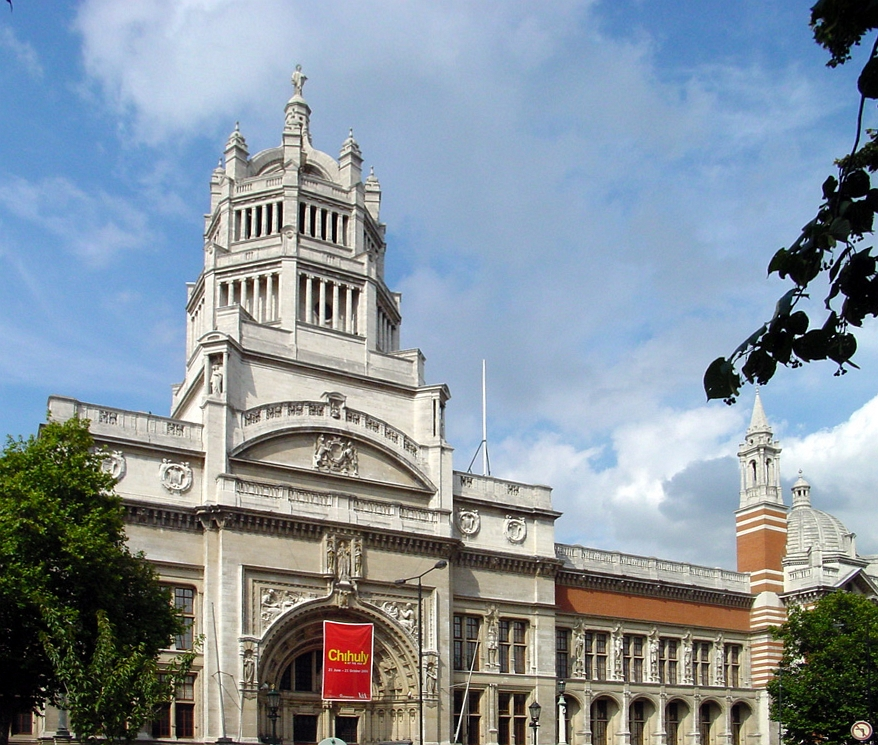
Museo Victoria y Alberto de Londres

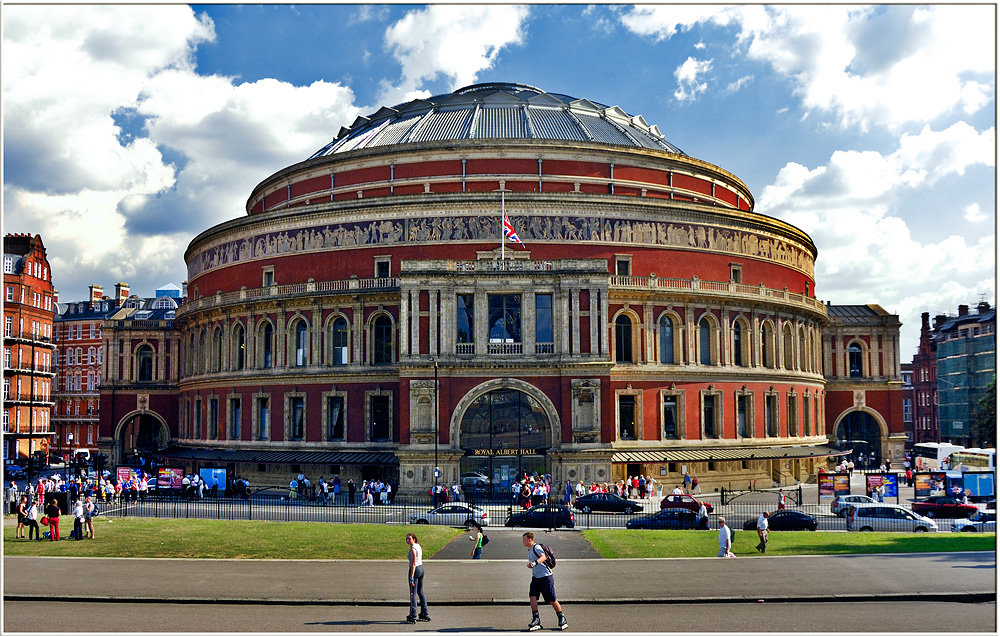
Royal Albert Hall, Londres

Por consejo de Alberto, Príncipe Consorte del Reino Unido, el área fue comprada por la «Royal Commission for the Exhibition of 1851» con los beneficios obtenidos de la Gran Exposición de 1851, que tuvo lugar en las inmediaciones de Hyde Park.
El Príncipe Consorte fue presidente de la Royal Commission, así como una fuerza impulsora detrás de la Gran Exposición.
El nombre de «Albertopolis» fue usado en la década de 1860, pero después de la muerte del príncipe Alberto, el término cayó en desuso y el área fue más conocida como South Kensington. 
Posteriormente, el término fue revivido por historiadores de la arquitectura y popularizado por el naciente movimiento de conservación que quería llamar la atención sobre el complejo de edificios públicos de estilo victoriano, que estaban siendo amenazados con demolerlos para llevar a cabo los planes de expansión y renovación del Imperial College. Entre los edificios amenazados, se encontraba el Imperial Institute, diseñado por Thomas Edward Collcutt.

## Centros culturales y educativos

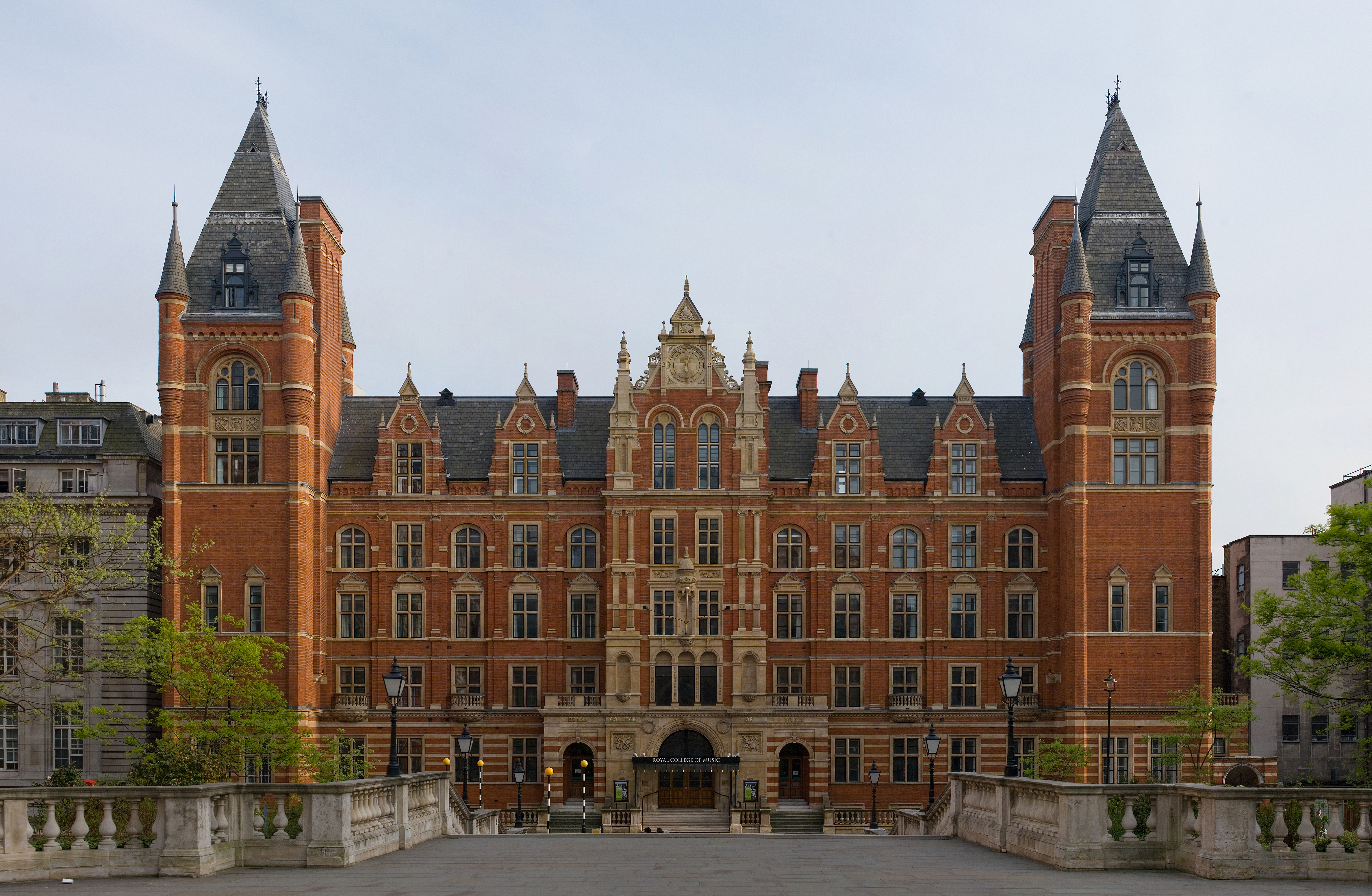
Royal College of Music.

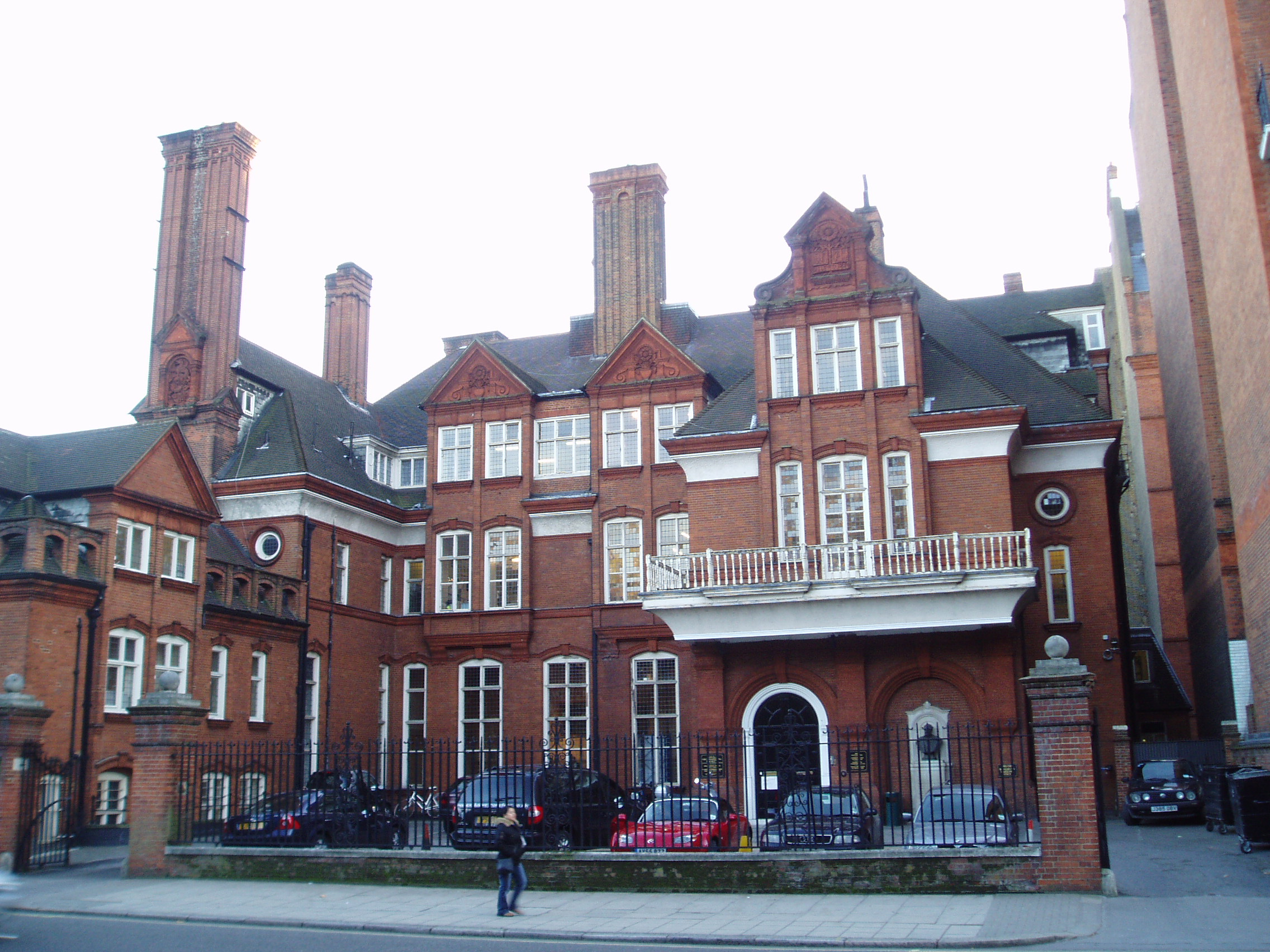
Royal Geographical Society.

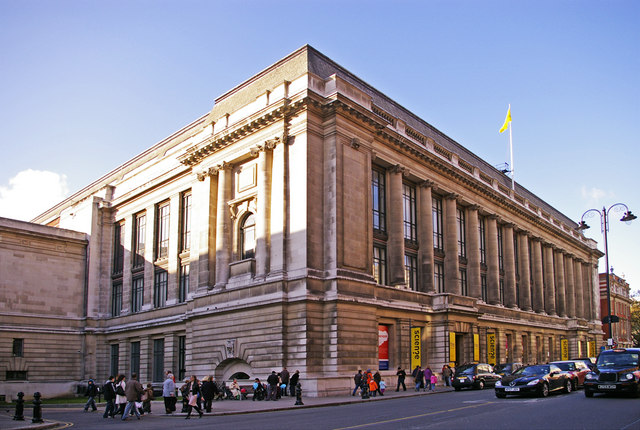
Science Museum.

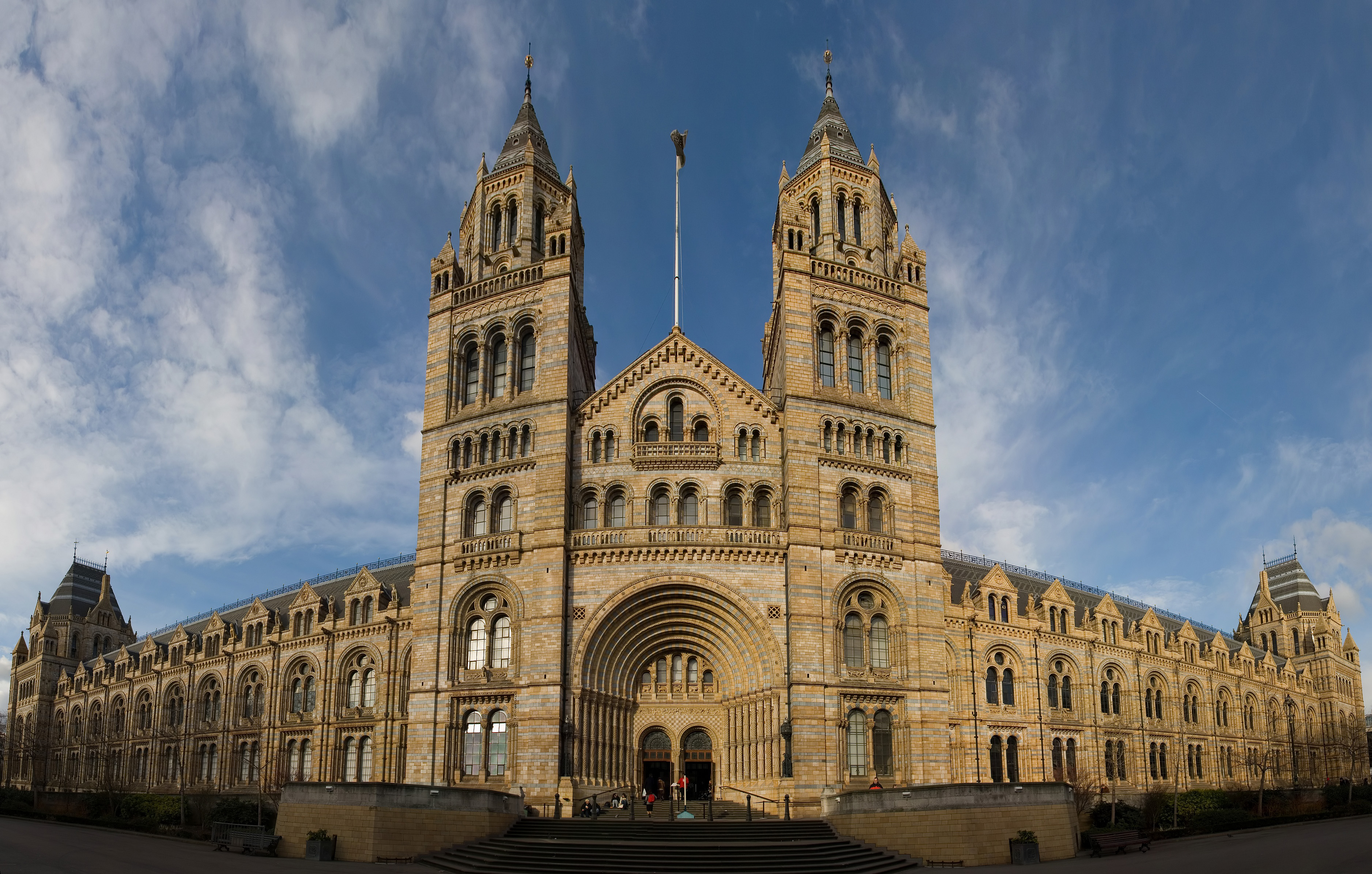
Natural History Museum.

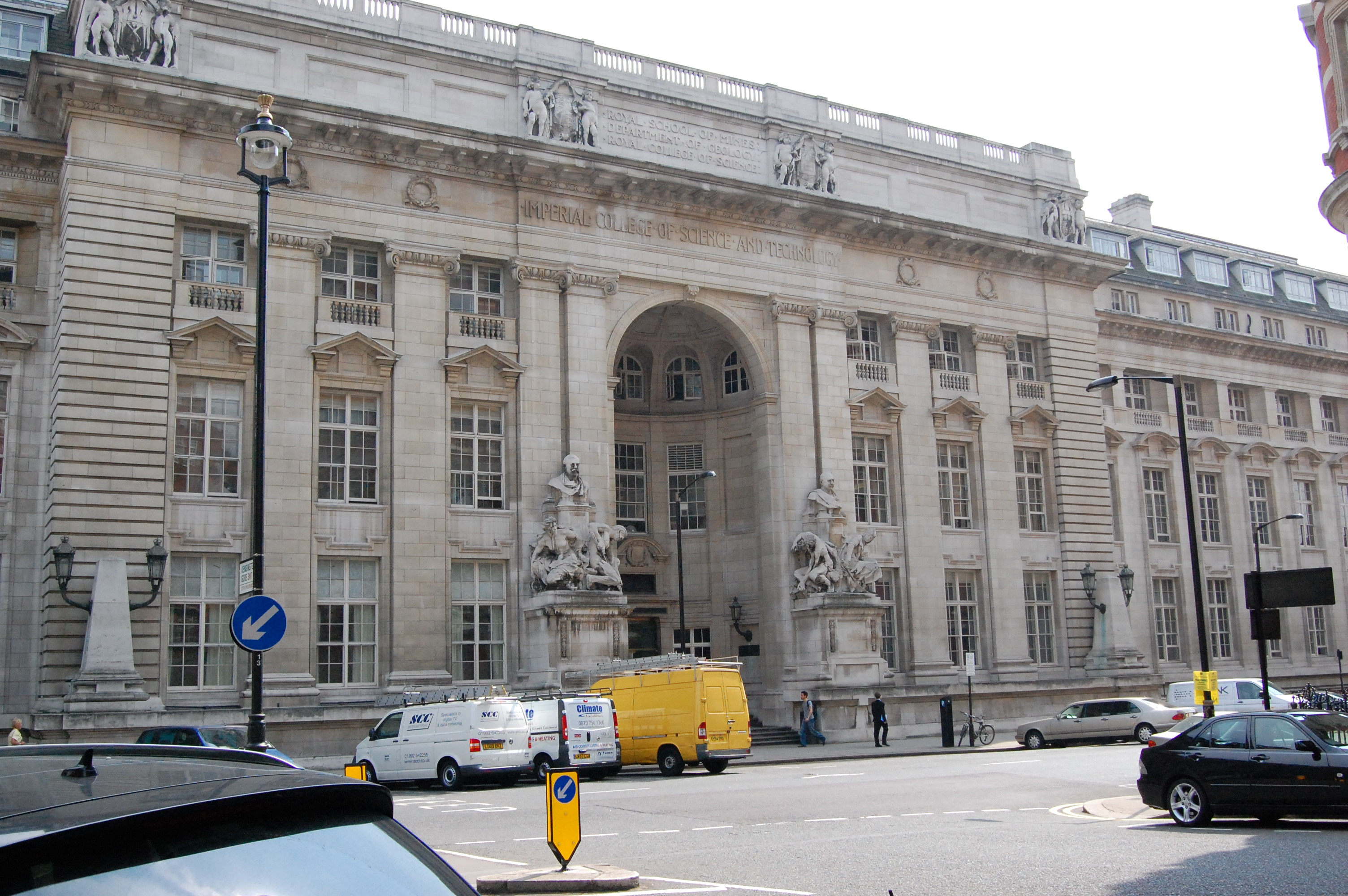
Imperial College Science.

### Actuales
- Albert Memorial
- Victoria and Albert Museum
- Royal Albert Hall
- Royal College of Art
- Royal College of Music
- Royal Geographical Society
- Science Museum
- Natural History Museum
  - Geological Museum (subsidiaria)
- Imperial College London
  - City and Guilds of London Institute (subsidiaria)
  - Royal College of Science (subsidiaria)
  - Royal School of Mines (subsidiaria)
- Ismaili Centre (unido recientemente)

### Anteriores
- Royal College of Organists (de 1904 hasta 1991)
- Royal School of Naval Architecture (de 1864 hasta 1873)
- Royal School of Needlework (de 1903 hasta 1987)
- Imperial Institute, actualmente Commonwealth Institute (de 1893 hasta 1962)

## Ubicación

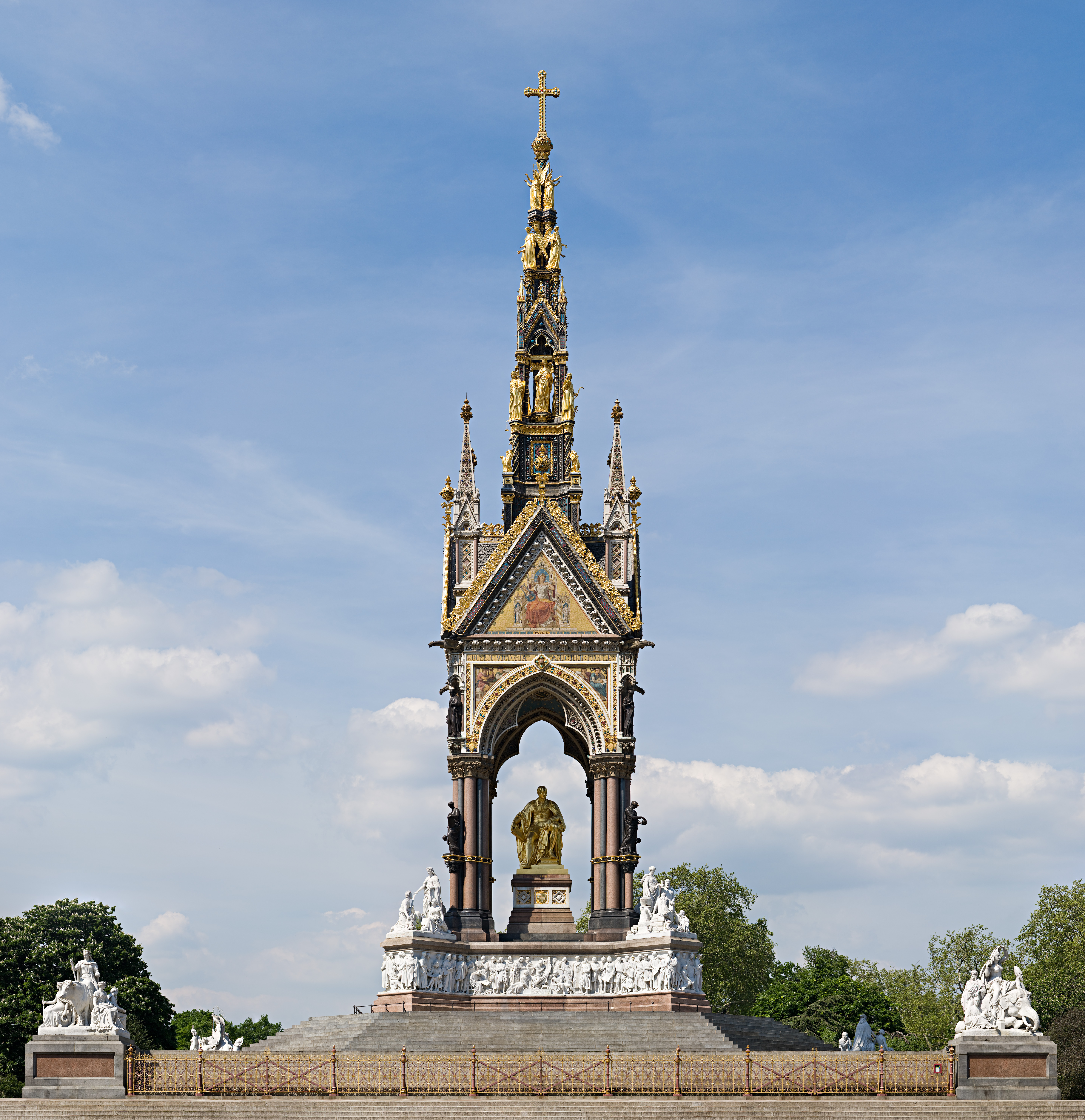
Albert Memorial en Londres

Hay un eje central entre el Albert Memorial, al norte en los jardines de Kensington, y la entrada principal del Natural History Museum. El Royal Albert Hall, Royal College of Music, la antigua torre del demolido Imperial Institute (actualmente Queen's Tower of Imperial College London) se encuentran alineados con este eje, que solo puede ser apreciado desde los balcones del Queen's Tower, aunque la parte norte si se puede ver desde el último piso del Science Museum.
La estación del metro más cercana es South Kensington, en la línea Circle Line, que se conecta a los diferentes museos por medio de un túnel de azulejos, construido en 1885, y que corre por debajo de Exhibition Road.